# Facharzt für Plastische, Rekonstruktive und Ästhetische Chirurgie
Facharzt für Plastische, Rekonstruktive und Ästhetische Chirurgie, auch Plastischer, Rekonstruktiver und Ästhetischer Chirurg/Plastische, Rekonstruktive und Ästhetische Chirurgin, ist in Deutschland die offizielle Bezeichnung für einen Facharzt, der sich auf die ärztliche Tätigkeit im Bereich Plastische, Rekonstruktive und Ästhetische Chirurgie des Gebietes Chirurgie spezialisiert hat.

## Gebiet Chirurgie
Das Gebiet Chirurgie umfasst die Vorbeugung, Erkennung, konservative und operative Behandlung, Nachsorge und Rehabilitation von chirurgischen Erkrankungen, Verletzungen und Verletzungsfolgen sowie angeborenen und erworbenen Formveränderungen und Fehlbildungen der Gefäße, der inneren Organe einschließlich des Herzens, der Stütz- und Bewegungsorgane sowie der Wiederherstellungs- und Transplantationschirurgie.

## Facharzt-Weiterbildung in Plastischer, Rekonstruktiver und Ästhetischer Chirurgie
Um in Deutschland als Facharzt für Plastische, Rekonstruktive und Ästhetische Chirurgie tätig werden zu können, muss nach dem Abschluss eines Medizinstudiums und erteilter Approbation als Arzt eine mindestens 72 Monate dauernde Weiterbildung im Gebiet Chirurgie mit Erfolg absolviert worden sein.  Die Berechtigung zur Führung einer Facharzt-, Schwerpunkt- oder Zusatzbezeichnung wird nach einer mündlichen Prüfung von der zuständigen Landesärztekammer erteilt.
Die Weiterbildung muss an zugelassenen Weiterbildungsstätten absolviert werden: mindestens 72 Monate im Gebiet Chirurgie, davon müssen abgeleistet werden:
- 48 Monate in Plastischer, Rekonstruktiver und Ästhetischer Chirurgie
- 6 Monate in der Notfallaufnahme
- 6 Monate in der Intensivmedizin.

Bis zu 12 Monate Weiterbildung können in anderen Gebieten erfolgen.
Bei der Anmeldung zur Weiterbildungsprüfung müssen der zuständigen Ärztekammer sämtliche Nachweise über die erfüllten Mindestanforderungen vorgelegt werden. Dazu gehören auch die Logbuch-Dokumentationen über alle durch die MWBO vorgegebenen Inhalte der Weiterbildung. Zur Weiterbildungsprüfung muss man darlegen, dass man über die entsprechenden Kenntnisse, Erfahrungen und Fertigkeiten im Fach verfügt.

### Inhalte der Weiterbildung
Zur Weiterbildungsprüfung muss dargelegt werden können, dass man Kenntnisse, Erfahrungen und Fertigkeiten unter anderem in folgenden Bereichen erlangt hat:
- Gemeinsame Inhalte der Facharzt-Weiterbildungen im Gebiet Chirurgie: siehe Facharzt für Allgemeinchirurgie.

- Plastisch-chirurgische Notfälle
- Diagnostik-Verfahren, zum Beispiel sonographische und radiologische Verfahren
- Rekonstruktive plastische Eingriffe
  - Débridement und Resektionen sowie Defektdeckung bei Infektionen und Tumoren einschließlich der septischen Traumachirurgie
  - Mikrochirurgische Gefäßanastomosen
  - Lappenplastiken
  - Hauttransplantationen
  - Rekonstruktive Eingriffe
    - im Kopf- und Halsbereich
    - an der Thoraxwand
    - im Bereich der Mamma
    - an Rumpf und Extremitäten, z. B. Defektdeckung bei Dekubitalulcera
    - am äußeren Genitale, z. B. bei Tumoren, Genitalverstümmelung

  - Nervendekompressionen, auch bei Karpaltunnelsyndrom
  - Primäre Koaptationen bzw. Transplantationen an Nerven
  - Wiederherstellung von Knorpel- und Knochenstrukturen an den Extremitäten
  - Rekonstruktiv-plastische Eingriffe am Fuß einschließlich Korrekturen am knöchernen Skelett
- Ästhetisch-chirurgische und körperformende Maßnahmen
  - Eingriffe an der Mamma
  - Lipektomien
  - Abdominoplastiken
- Verbrennungsmedizinische Eingriffe
- Handchirurgische Eingriffe
- Strahlenschutz

Die Inhalte der Musterweiterbildungsordnung sind allerdings nur eine Empfehlung für die rechtsverbindlichen Weiterbildungsordnungen der Landesärztekammern, die hiervon abweichende Regelungen treffen können.

## Zusatz-Weiterbildungen
Fachärztinnen und -ärzte für Gefäßchirurgie haben die Möglichkeit, sich durch Zusatz-Weiterbildung weiter zu qualifizieren. Hierzu gehören insbesondere die Zusatz-Weiterbildung Handchirurgie. Außerdem besteht die Möglichkeit der Qualifizierung in den Zusatz-Weiterbildungen, die Fachärzten der Gebiete der unmittelbaren Patientenversorgung vorbehalten sind.